# Jorge Padilla Soler
Jorge Padilla Soler (Puerto del Rosario, Fuerteventura, España, 23 de abril de 2001), más conocido como Jorge Padilla, es un futbolista español que juega como delantero en el Club Deportivo Tenerife "B" de la Segunda División de España.

## Trayectoria
Jorge comenzó su carrera deportiva en el C. D. Tenerife en el año 2019, sin apenas haber pasado por el equipo filial. Debutó el 30 de noviembre en un partido de la Segunda División frente al U. D. Almería. Su primer gol como profesional lo marcó el 4 de enero de 2020, en la victoria del Tenerife por 4-2 frente al Albacete Balompié. El 3 de junio de 2020 renovó su contrato hasta 2025.
El 23 de agosto de 2021 fue cedido al Atlético Levante Unión Deportiva por un año. La siguiente temporada, a falta de un día para el cierre de mercado, el C. D. Tenerife lo volvió a ceder, siendo el Racing Club de Ferrol su nuevo destino. Con este equipo consiguió ascender a la Segunda División.
El 9 de agosto de 2023 fue cedido a la A. D. Mérida hasta final de temporada.

## Clubes
| Club                            | Año       | País   |
| ------------------------------- | --------- | ------ |
| C. D. Tenerife "B"              | 2019-2020 | España |
| C. D. Tenerife                  | 2020-     | España |
| Atlético Levante U. D. (cedido) | 2021-2022 | España |
| Racing Club de Ferrol (cedido)  | 2022-2023 | España |
| A. D. Mérida (cedido)           | 2023-2024 | España |
| C.D.Tenerife "B"                | 2024-2025 | España |